# Simo (Kurzfilm)
Simo (Arabisch سيمو) ist ein Filmdrama von Aziz Zoromba, das im September 2022 beim Toronto International Film Festival seine Premiere feierte. Im Februar 2023 wurde der Kurzfilm über zwei Brüder, die wegen des Gaming-Livestreams des einen in Streit geraten, bei den Internationalen Filmfestspielen in Berlin vorgestellt.

## Handlung
Die üblichen Rivalitäten und Eifersüchteleien zwischen den Brüdern Simo und Emad nehmen eine gefährliche Wendung, als Simo den Gaming-Livestream seines Bruders übernimmt und plötzlich die Viewerzahlen explodieren.

## Produktion
Regie führt Aziz Zoromba, der auch das Drehbuch schrieb. Die Arbeiten, Dokumentarfilme und Spielfilme des kanadischen Regisseurs ägyptischer Herkunft erforschen das Familienleben und die Themen kulturelle Identität, Assimilation und generationenübergreifende Traumata, insbesondere die Auswirkungen, ein Kanadier der zweiten Generation zu sein. Zoromba ist Absolvent der Mel Hoppenheim School of Cinema und ist Alumni des Ignite Mentorship und Fellowship des Sundance Institute 2019. Sein Kurzfilm Lointain beziehungsweise Faraway aus dem Jahr 2020, sein erster Dokumentarfilm, wurde auf über 30 Filmfestivals auf der ganzen Welt gezeigt.
Basel El Rayes spielt in der Titelrolle Simo, Seif El Rayes seinen Bruder Emad. Aladeen Tawfeek ist in der Rolle ihres Vaters zu sehen. 
Die Premiere erfolgte am 13. September 2022 beim Toronto International Film Festival. Dort wurde Simo als bester kanadischer Kurzfilm ausgezeichnet. Im Februar 2023 wurde der Film in der Sektion Generation 14plus der Internationalen Filmfestspiele Berlin vorgestellt. Im Juli 2023 wurde er beim Galway Film Fleadh gezeigt.

## Auszeichnungen
Canadian Screen Awards 2023
- Auszeichnung als Bester Kurzfilm – Fiction (Rosalie Chicoine Perreault und Aziz Zoromba)[7]

Filmfest Dresden 2023
- Nominierung im Internationalen Wettbewerb (Aziz Zoromba)[8]

Sundance Film Festival 2023
- Nominierung als Bester Kurzfilm (Aziz Zoromba)

Toronto International Film Festival 2022
- Auszeichnung als Best Canadian Short Film (Aziz Zoromba)[4]